# خوخ حزمي
خوخ حزمي (الاسم العلمي:Prunus fasciculata) هو نوع من النباتات يتبع جنس الخوخ من الفصيلة الوردية.